# Pendilhe
Pendilhe ist eine Gemeinde (Freguesia) im portugiesischen Kreis Vila Nova de Paiva. In ihr leben 493 Einwohner (Stand 19. April 2021).